# Andrea Valentini (pentatleta)
Andrea Valentini (Roma, 10 dicembre 1977) è un ex pentatleta italiano. Da atleta ha rappresentato l'Italia ai Giochi olimpici estivi di Atene 2004 e Pechino 2008. Dal 2021 è Direttore Tecnico della Nazionale italiana di Pentathlon Moderno.

## Biografia
Atleta del Gruppo Sportivo Fiamme Azzurre dal 1996 al 2013, ha conquistato cinque titoli italiani assoluti e cinque titoli italiani senior. Ispettore di Polizia Penitenziaria dal 2014, Direttore Tecnico della Sezione scherma delle Fiamme Azzurre dal 2013, da settembre 2021 è Direttore Tecnico della Nazionale di Pentathlon Moderno.
Da atleta, a livello internazionale, ha vinto una medaglia di bronzo a squadre ai Mondiali del 2004, un argento individuale ai Campionati Europei del 2003. È stato primo nel ranking Mondiale a marzo 2004, secondo nel ranking Mondiale 2003 e vincitore della Coppa del Mondo a Berlino nel 2003. Ha rappresentato l’Italia ai Giochi Olimpici di Atene 2004 (19°) e a Pechino 2008 (17°). 
Ritiratosi dall'attività agonistica nel 2009, è diventato Maestro di scherma e tecnico di Pentathlon Moderno. Nel 2014 ha ottenuto il quarto livello per tecnici rilasciato dal CONI. Dal 2014 al 2016 è stato Responsabile Tecnico del Centro di Preparazione Olimpica di Montelibretti (RM); dal 2014 al 2021 Responsabile della Nazionale U17 di Pentathlon Moderno, conquistando 17 medaglie ai Campionati Europei di cui 6 titoli continentali; dal 2017 al 2021 Responsabile della Nazionale U19 di Pentathlon Moderno con 12 medaglie europee di cui 6 ori, 8 medaglie mondiali di cui 6 ori. Dal 2017 al 2021 è stato Responsabile della Nazionale U22 di Pentathlon Moderno, conquistando 8 medaglie agli Europei e 12 medaglie ai Mondiali di cui 5 ori. 
Il 14 settembre 2021, il presidente della Federazione Italiana Pentathlon Moderno Fabrizio Bittner lo ha nominato Direttore Tecnico della Nazionale Italiana per il quadriennio 2021-2024. Tra il 2022 e il 2023 la squadra azzurra ha conquistato un titolo mondiale, due titoli europei assieme a un argento nella staffetta mista e un bronzo a squadre, quattro podi (un primo, due secondi e un terzo posto) in Coppa del Mondo e una vittoria in finale di Coppa del Mondo. 

## Palmarès
In carriera ha conseguito i seguenti risultati:
- Giochi olimpici

19° Atene 2004, 17° Pechino 2008
- Mondiali:

bronzo a squadre e 9º individuale (Mosca 2004), 5º individuale (Pesaro 2003, Varsavia 2005), 8º individuale (2008)
- Europei

argento individuale (Usti 2003)
- Coppa del Mondo

Oro individuale (Berlino 2003)
- Ranking mondiale assoluto

1º marzo 2004, 2° nel 2003
- Campionati italiani assoluti

5 volte Campione Italiano Assoluto individuale (2001, 2002, 2003, 2005, 2008)
6 volte Campione Italiano Assoluto a squadre
4 volte Campione Italiano Assoluto a staffetta
- Campionati italiani ctg seniores

5 volte Campione Italiano Senior (2001, 2002, 2003, 2005, 2006)
- Altri risultati internazionali di rilievo

Europei Juniores (1996-1998): Oro in staffetta e due Argenti a squadre
Mondiali Juniores (1997-1998): Bronzo a staffetta e due bronzi a squadre
Campione del Mondo Militare a squadre nel 2001
Vice Campione del Mondo Militare a squadre nel 2003
Bronzo a squadre Campionati Mondiali Militari nel 2002 e 2005
Bronzo in staffetta Campionati Mondiali Militari nel 2000
- Altri risultati nazionali di rilievo

4 volte Campione Italiano Assoluto di Tetrathlon (2003, 2004, 2005, 2006)
2 volte Campione Italiano Assoluto di Triathlon (2003, 2006)

## Onorificenze
Palma d'oro al merito tecnico
Roma, 14 novembre 2022